# Sergio Previtali
Sergio Previtali (né le 27 mars 1969 à Bergame) est un coureur cycliste italien. Passé professionnel en 1996 chez Panaria-Vinavil, il dispute cette année-là le Tour de France mais en est exclu dès la première étape pour s'être tenu pendant la course à la voiture de son directeur sportif.

## Palmarès
- 1989
  - 6e étape du Tour de la Vallée d'Aoste
  - 2e du Grand Prix Industrie del Marmo
- 1992
  - Coppa Giulio Burci
  - Coppa Belricetto
  - La Nazionale a Romito Magra
- 1993
  - 6e étape secteur b du Tour de la Vallée d'Aoste
  - Circuito Alzanese
  - 3e du Gran Premio di Diano Marina
- 1994
  - Coppa Collecchio
  -  Trofeo Zssdi
  - Grand Prix de la Tomate
  - 3e de la Piccola Sanremo
- 1995
  - Grand Prix Santa Rita
  - Parme-La Spezia
  - Ronde du Chasselas
  - 2e de la Coppa San Geo
  - 2e du Trofeo Matteotti
  - 3e du Gran Premio Palio del Recioto

## Résultats sur les grands tours

### Tour de France
1 participation
- 1996 : exclu (1re étape)